# Hapalomantinae
Hapalomantinae – podrodzina modliszek z podrzędu Eumantodea i rodziny Nanomantidae.

## Morfologia i zasięg
Modliszki o ubarwieniu zdominowanym przez odcienie żółci, zieleni lub brązu. Tułów ich ma przedplecze zaopatrzone w, zwłaszcza na metazonie, wyraźny kil i blaszkowate rozszerzenie, choć to ostatnie bywa wtórnie uwstecznione u przedstawicieli plemienia nominatywnego. W samczych genitaliach występuje apofiza falloidalna wyraźnie podzielona na dwa płaty.
Przedstawiciele plemienia występują w krainach etiopskiej i madagaskarskiej.

## Taksonomia
Takson ten wprowadzony został przez Maxa Beiera jako plemię Hapalomantini, jedno z trzech w podrodzinie Iridopteryginae w obrębie modliszkowatych. W systemie Reinharda Ehrmanna i Rogera Roya z 2002 roku podrodzinę tę wyniesiono do rangi rodziny Iridopterygidae, a omawiany takson zyskał rangę podrodziny Hapalomantinae. W systemie Christiana J. Schwarza i Roya z 2019 roku podrodzinę tę przeniesiono do Nanomantidae i podzielona na dwa plemiona.
Do podrodziny należy 13 rodzajów sklasyfikowanych w dwóch plemionach:
- Hapalomantini Beier, 1964
  - Bolbena Giglio-Tos, 1915
  - Bolbula Giglio-Tos, 1915
  - Hapalogymnes Kaltenbach, 1996
  - Hapalomantis Saussure, 1871
- Nilomantini Ehrmann et Roy, 2002
  - Chloromantis Kaltenbach, 1998
  - Cornucollis Brannoch et Svenson, 2016
  - Enicophlebia Westwood, 1889
  - Hyalomantis Giglio-Tos, 1915
  - Ilomantis Giglio-Tos, 1915
  - Melomantis Giglio-Tos, 1915
  - Negromantis Giglio-Tos, 1915
  - Nilomantis Werner, 1907
  - Platycalymma Westwood, 1889